# 花生

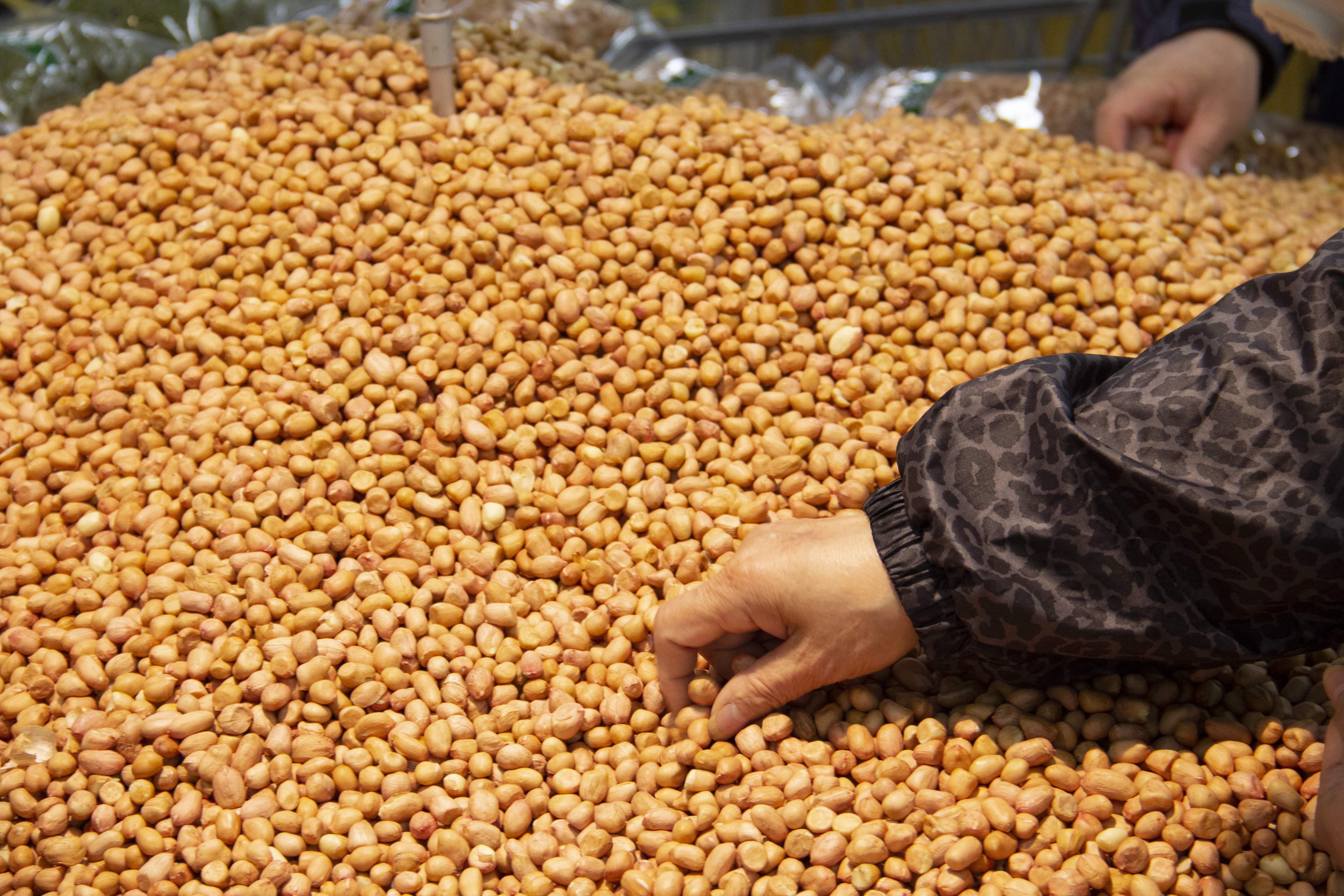
在超市挑选花生

花生（学名：Arachis hypogaea）是豆科落花生属的一种植物。其果仁广泛用作食品。花生原產於南美洲，為熱帶及亞熱帶作物。

## 名称
花生，又称落花生（植物名实图考）、落生、落、地豆（滇海虞衡志、部分客家地區）、豆仁、落地松、長生果（赣州志）、长果、果子、番豆（南城县志）。客家话以及粤西地区称为番豆。潮汕地区称为地豆，潮汕话把花生米称为豆仁。台灣和福建南部（闽南）稱為塗豆（thô͘-tāu）或常俗寫作「土豆」（中国大陆其他地区也有以土豆來表示花生，但是多数情况土豆指的是馬鈴薯），土豆种仁称土豆仁，简称土仁。中国早年称其长生果。

## 形态
一年生草本。根部有丰富的根瘤；茎直立或匍匐，长30-80厘米，茎和分枝均有棱，被黄色长柔毛，后变无毛。
羽状复叶；叶通常具小叶2对；托叶长2-4厘米，具纵脉纹，被毛；叶柄基部抱茎，长5-10厘米，被毛；小叶纸质，卵状长圆形至倒卵形，长2-4厘米，宽0.5-2厘米，先端钝圆形，有时微凹，具小刺尖头，基部近圆形，全缘，两面被毛，边缘具睫毛；侧脉每边约10条；叶脉边缘互相联结成网状；小叶柄长2-5毫米，被黄棕色长毛；花长约8毫米；苞片2，披针形；小苞片披针形，长约5毫米，具纵脉纹，被柔毛；萼管细，长4-6厘米；花冠黄色或金黄色，旗瓣直径1.7厘米，开展，先端凹入；翼瓣与龙骨瓣分离，翼瓣长圆形或斜卵形，细长；龙骨瓣长卵圆形，内弯，先端渐狭成喙状，较翼瓣短；花柱延伸于萼管咽部之外，柱头顶生，小，疏被柔毛。
腋生总状花序，黄色蝶形花，受粉后子房与花托间的子房柄迅速伸长，将子房送入土中，子房必须在黑暗中才能发育成荚果，若没有钻入土中，子房就会枯干萎缩。荚果长2-5厘米，宽1-1.3厘米，膨胀，荚厚，种子（花生仁）呈椭圆、圆锥等形状，横径0.5-1厘米，种皮有淡红色、红色、黄色、紫色、黑色等。花果期6-8月。

## 历史
花生是豆科落花生屬的1種，俗稱花生和黃花生。該屬約20餘種。关于花生的原产地，文献记载有原产巴西、原产中国、原产埃及等三种说法。一般认为，花生原產秘鲁和巴西，在秘鲁沿海地带史前废墟中发现大量古代花生，可追溯到至少7600年前。在哥伦布远航时期，航海家将花生荚果带至西班牙，在1535年出版的《西印度通史》中记载花生的西班牙文为“玛尼”（Maní），之后逐渐被传播到世界各地。
据伯基尔记载，哥伦布在1492年发现美洲，不久，西班牙派出奥维耶多到海地任管理资源长官，奥维耶多于1513-1524年在海地。他记载在当时印第安人园圃中已大量种植花生。林奈的植物种志（1753）记载，花生产地为巴西、秘鲁。哈钦森（Evolution and Phylogeny of Flowering Plants, 1964）记载花生原产于热带美洲。又据 J. C. 威利斯在著作（A Dictionary of Flowering Plants and Ferns, 8 ed. 1973）中记载花生属有15种，产于巴西及巴拉圭。可见花生原产于南美洲巴西一说较为可信。至于花生何时引入中国，据现在所了解，明代以前未有记载花生的文献。最早记载花生的文献为1503年（明弘治十六年）的江苏《常熟县志》，随后有1504年（明弘治十七年）的《上海县志》和1506年（明正德元年）的《姑苏县志》。清初王凤九所著《汇书》才明确指出，“此神（花生）皆自闽中来”清初1655年王沄所著《闽游记略》中说：“落花生者——今江南亦植之矣。”清檀萃著《滇海虞衡志》（1799）记载，落花生为“宋元间与棉花、番瓜、红薯之类，粤估从海上诸国得其种归种之，——高、雷、廉、琼多种之。”因此可以认为约在16世纪初叶或中叶，即明代弘治至嘉靖年间，由华侨将花生种子引进福建、广东，然后逐渐引至他省，形成为中国的重要油料植物。
2014年4月国际学界对花生基因组完成了全测序，最终证明花生这个种本身的确是个杂交起源的种；它的两个亲本，一个是现在园艺上经常用的蔓花生（学名Arachis duranensis），另一个叫Arachis ipaensis，原产地均在玻利维亚、巴拉圭到阿根廷北部一带。大约4000年到6000年前，这两个种在阿根廷北部发生了自然杂交，便形成了今天栽培的花生的祖先。这就意味着假如花生起源于其他地方，那么那个地方也必须同时有它的两个祖先种分布才行，可以想象这种可能性基本就是零。对于栽培花生内部的分子生物学分析也表明，最古老的花生品种分布于玻利维亚、巴拉圭一带。这些分子生物学证据和考古学证据大体也相符合（当然，以前在秘鲁发现的定年为7600年前的花生残遗，现在看来更可能是某种野生落花生属植物的籽粒）。
中国常有考古发掘出花生的报道。1958年的浙江吴兴钱山漾新石器遗址中，发掘出疑似的炭化花生种子，由浙江农学院鉴定为花生；然而70年代中国科学院给出的意见是标本的籽粒过于残损，无法鉴定。1961年，江西修水县山背地区新石器遗址中再次发掘出疑似的炭化花生种子，由江西农学院鉴定为花生，而考古工作组则谨慎地表示：“因为这类实物发现还不多，我们还不能说已经得到了结论。”1981年广西宾阳双桥村邹圩公社亦出土了“花生化石”，但最后证实只是陶制品。2007年，大量媒体报道西安文保中心专家确认距今2100年的汉阳陵17号从葬坑出土的粮食残遗中有花生的新闻，但未见任何相关的鉴定报告或研究论文。
在早期古籍中也有一些关于“花生”的记载：西晋嵇含《南方草木状》中有“千岁子”，其记载为：“千岁子，有藤蔓出土，子在根下。须绿色，交加如织。其子一苞恒二百余颗，皮壳青黄色，壳中有肉如栗，味亦如之。干者壳肉相离，撼之有声，似肉豆蔻。出交趾。”其中描述的植物很像花生。清朝《本草綱目拾遺》引唐朝段成式《酉阳杂俎》中记载“又一种形如香芋，蔓生，艺者架小棚使蔓之，花开亦落土结子如香芋，亦名花生。”。元朝人贾铭的《饮食须知》载有“落花生，味甘，微苦、性平，形如香芋，小儿多吃，滞气难消。近出一种落花生，诡名长生果，味辛、苦、甘，性冷，形似豆荚，子如莲肉，同生黄瓜及鸭蛋食，往往杀人，多食令精寒阳萎”，
明朝最早记载花生的文献为1503年（明弘治十六年）的江苏《常熟县志》，随后有1504年（明弘治十七年）的《上海县志》和1506年（明正德元年）的《姑苏县志》。但此时距离哥伦布发现新大陆的时间（1492）才过去了十来年，当时中西方基本上还处于相互隔绝的状态，花生是不太可能那么快就传到中国来的，比较可能仍是花生的混用。之后明代黄省曾（1490～1540）在书中提及：“甘美可食，茎叶如扁豆而细，谓之香芋。又有引蔓开花，花落即生，名之曰落花生。”可见时人已经了解香芋与花生的区别。明朝人兰茂的《滇南本草》亦有花生的记载。据《明史》记载，正德六年（1511），当时被中国人称为“佛朗机”的葡萄牙人以武力占领了满剌加（今马来西亚），不久又到中国东南沿海一带进行走私贸易。大约在16 世纪中期，有一些闽藉海商，私自与葡萄牙人做生意，花生很可能就是他们从葡萄牙人手中得到并引种回家乡的。浙江明代方志中有“落花生原出福建”的说法，清人张璐在《本经逢原》中也说“长生果产闽北”，这表明福建是引种花生最早的地方。
明末清初的学者方以智（1611-1671）在《物理小识》中所描述的落花生的性状、栽培方法包括味道等等，都已经比较详细和清楚：“番豆名落花生，土露枝，二、三月种之，一畦不过数子，行枝如蕹菜虎耳藤，横枝取土压之，藤上开花丝落土成实，冬后掘土取之，壳有纹，豆黄白色，炒食甘香似松子味。”到明末清初，中国沿海地区花生种植较为普遍，多次从南美洲引种花生品种，最近一次为1887年，《慈黔县志》记载：“落花生，按县境种最广，近有一种自东洋至，粒较大，尤坚脆”。产生于清乾隆年间（18世纪中期）曹雪芹的著作《红楼梦》第十九回，有一段贾宝玉瞎编的故事，说是扬州黛山林子洞中的耗子要学熬腊八粥，小耗子打探得山下庙中米豆成仓，不可胜记，更有果品五种：一红枣，二栗子，三落花生，四菱角，五香芋……在这个故事里，“落花生”和“香芋”这两种植物，已经被很明确地区分开来。直到乾隆末年花生仍然是筵席珍贵之物，寻常人很难吃到。舶入后，花生也只在南方普及。当时老北京吃花生，大概要通过大运河自南方运来，清代学者郝懿行于18世纪80年代曾在北京看到“友朋燕集，杯盘交错，恒擘壳剖肉，炒食殊甘。俗人谓之落花生”。到了清末，北方才开始大量种植花生，主要在丘陵地带，花生五月播十月收，而冬小麦最晚也要九月下种，种了花生，冬季土地便只能放荒，得不偿失。红薯当时在北方不普及，也有此原因。
19世纪以后，在广东的高州、雷州、廉州、琼州一带，花生的种植面积已经很大，用途也多种多样：作为出口海外的商品，整车整车的花生被运上海船；作为礼品，它被整齐地包在纸包里，贴上红签；作为宴席间的配菜，被考究地堆叠在餐盘中；而作为寻常的下酒菜，又从早市到夜市随处可见。除了直接食用，花生油已经在当时的福建、广东一带很普遍地使用，除了做烹调油，还像菜籽油一样被当做照明用的灯油。1885年，广东南海文人梁起（以瑭）作《花生賦》赞云：“仙子黄裳绉春縠，白锦单中笼红玉。别有煎忧一寸心，照入劳民千万屋”，指的应该就是当地人用花生油照明一事。之后花生又向北推广至山东、山西、河南、河北等省份。在扩种的过程中，花生也在各地得到了很多个俗名，除了最普通的“落花生”，还有“土露子”“万寿果”“长生果”“人参豆”“地果”“滴露生”“无花果”“滴花生”“地豆”“落地松”“花松”“豆魁”“落花参”“番豆”“延寿果”“及第果”“地蚕”“白果”“相思果”等。除了在广东，其它方志中也记载了花生对当地农民生计的重要性，比如广西浔州的花生“每年出息，可抵谷石之半。”而在广西贵县，“瘠土之民，并无谷粒，其完粮完婚之事多藉此。”
1898年，德国强占胶州湾，建设了青岛港，在德占青岛时期，德国人曾在那里设置“农业改良场”，重点开展对花生品种和栽培技术的研究，使花生产量大为提高。晚清、民国时期，山东是中国最重要的花生生产和出口省份，正如晚清山东《续安邱新志》中所说的：“自青岛通商以来，舟车便利，落花生仁始为出洋大宗。”山东花生先是出口日本，从1908年开始直接输入欧洲市场。据《中国近代农业史资料》载：“（山东）从1908年起，以法国马赛为主要目的地的花生输出，已经从九万五千担上升到1911年的七十九万七千担。”大花生目前仍是中国主导的花生品种，而山东又是中国花生最高产的省份。农民得利远超种粮，花生从此成为山东重要的经济作物，但花生不能连作，否则第二年产量会下降10%，第三年会下降30%，而红薯与花生轮作效果极佳，两者对土壤、肥料要求都不太多，生长期亦近似，趁此机会，红薯也走进了千家万户。这一轮热潮直到1932年世界经济危机、花生出口滑坡为止。

## 用途
花生的种子含丰富的脂肪（约50%）和蛋白质（24-36%）。蛋白质中含有人体所必需的几种氨基酸，故营养价值甚高，可直接作为食物（例如鹽水花生），或提取食用花生油，也可如大豆般制成豆腐或者其它植物蛋白制品。榨油后的麸饼，为良好的家畜饲料及农作物的优质肥料。此外花生根部有丰富的根瘤，能固定空气中的游离氮素。花生紅皮含有纖維質、蛋白質、脂肪及多酚類等營養物質，有補血、改善貧血症狀的功效。

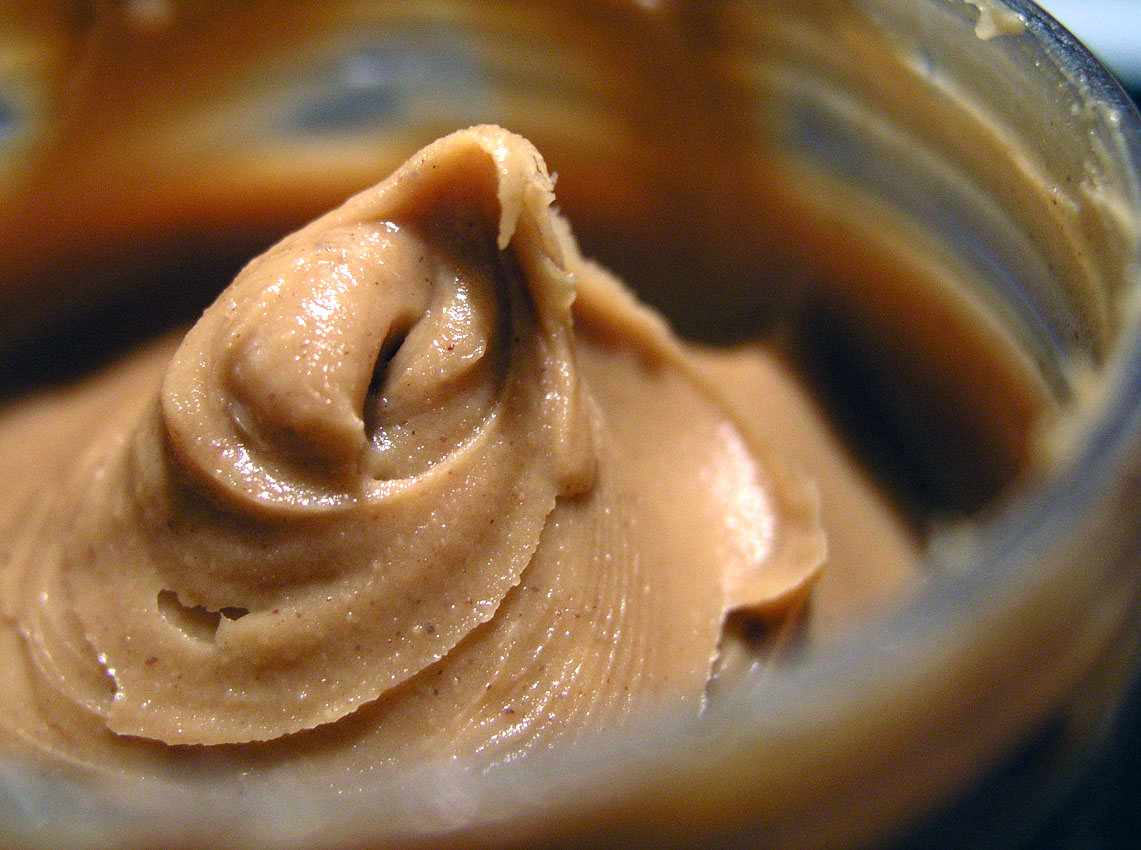
花生醬
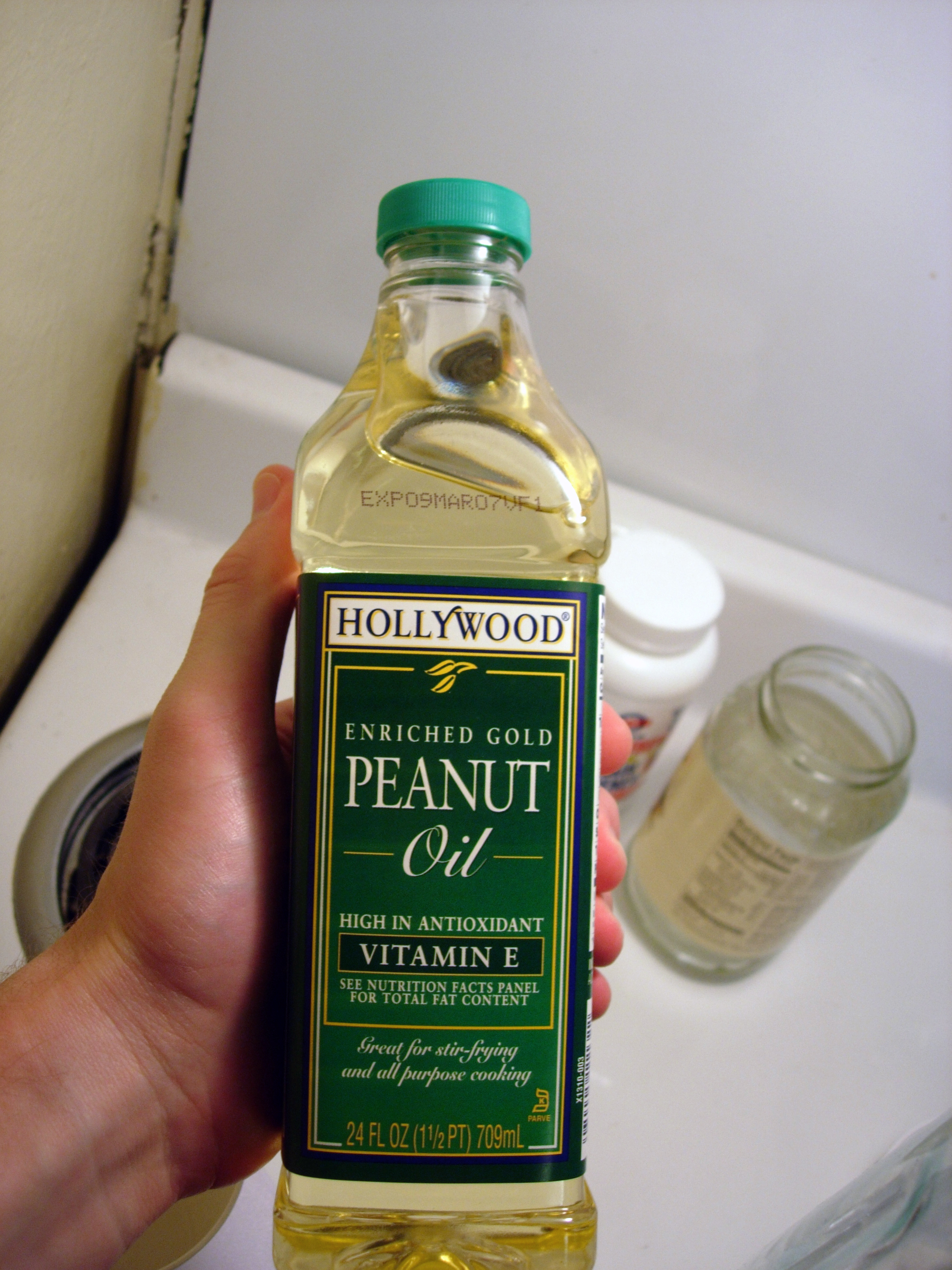
花生油
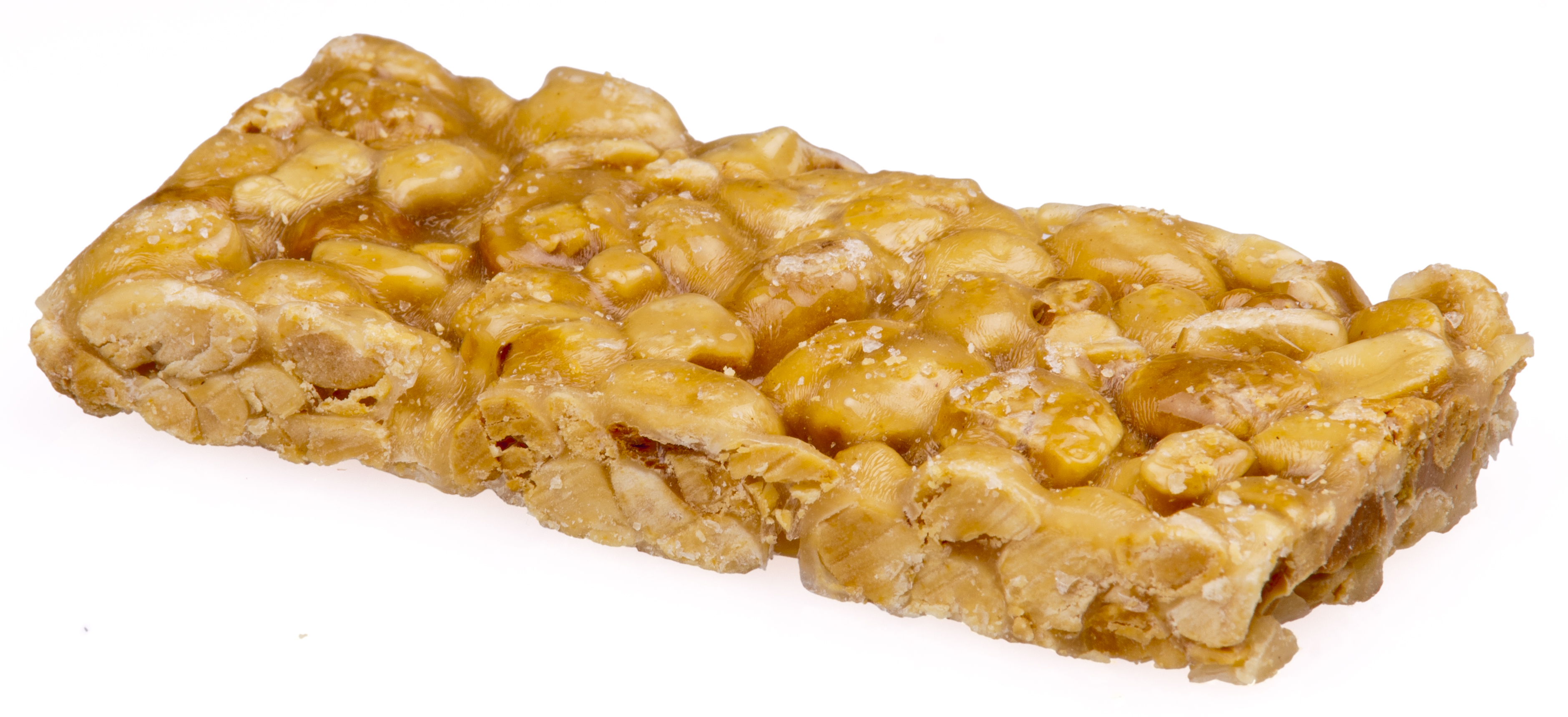
花生糖

## 花生过敏症
花生会引起过敏症。花生过敏的症状包括：血压降低、面部和喉咙肿胀，这些都会阻碍呼吸，从而导致休克。据英国研究人员统计，在英国，每200个人当中有大约一人对花生敏感。虽然部分人只是对花生有轻度过敏反应，但是，花生也会令一些人出现过敏性休克。在英国，每年大约有10个人因为对花生的过敏反应死亡。
在2005年，英国研究人员宣布，他们已经发现了花生是如何在部分人群体内引起过敏反应的機制。

## 转基因

### 人类活动前的转基因历史
花生的基因中本身有转基因的痕迹。

### 应用转基因技术
在2005年左右的报道中，人们就开始寻求对花生进行转基因的方法，报道已持续到2020年左右。
截止在2023年，没有（量产的）转基因的花生。同时，需要注意此领域缺乏足够全面的综述。

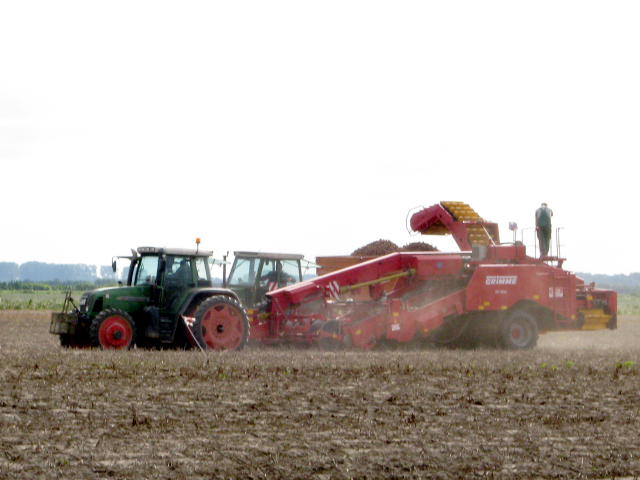
機械收割的花生田

## 延伸阅读
[在维基数据编辑]
 《植物名實圖考·落花生》，出自吳其濬《植物名實圖考》

## 外部連結
- 落花生, Luohuasheng（页面存档备份，存于） 藥用植物圖像數據庫 (香港浸會大學中醫藥學院) （繁體中文）（英文）